# Germán Sánchez
Germán Saúl Sánchez Sánchez, noto anche con il soprannome El Duva (Guadalajara, 24 giugno 1992), è un tuffatore messicano.
Ha rappresentato il Messico ai Giochi olimpici di Pechino 2008, Londra 2012 e Rio de Janeiro 2016. A Londra, in coppia con Iván García, si è aggiudicato la medaglia d'argento nel concorso dalla piattaforma 10 metri sincro, mentre a Rio si è aggiudicato la medaglia d'argento dalla piattaforma 10 metri.

## Biografia
Il padre German Sanchez Sr. era un calciatore ed ha giocato in Messico per il Tecos, il Chivas e l'Atlante. All'età di sedici anni si è qualificato ai Giochi olimpici di Pechino 2008 nella piattaforma 10 metri individuale dove si è piazzato al ventiduesimo posto in classifica. In squadra con Iván García, ha partecipato ai Campionati mondiali di nuoto di Pechino 2011 nella piattaforma 10 metri sincro dove ha ottenuto il settimo posto alle spalle della coppia britannica composta da Peter Waterfield e Thomas Daley.
Nel 2011, davanti al pubblico di casa, ha vinto la medaglia d'oro nella piattaforma 10 metri sincro ai Giochi panamericani di Guadalajara. Ai Giochi olimpici di Londra 2012 ha gareggiato nei tuffi dalla piattaforma 10 metri individuale e sincronizzati, aggiudicandosi una medaglia d'argento.

## Palmarès
- Giochi olimpici

Londra 2012: argento nella sincro 10 m.
Rio de Janeiro 2016: argento nella piattaforma 10 m.
- Campionati mondiali di nuoto

Kazan 2015: argento nel sincro 10 m.
- Giochi panamericani

Guadalajara 2011: oro nel sincro 10 m.